# スポナビライブ
スポナビライブ（英: Sportsnavi LIVE）は、ソフトバンク株式会社がヤフー株式会社と協力して運営していたスポーツ動画および情報コンテンツ配信サービスである。

## 概要
2016年3月17日にサービスを開始した。倉敷保雄・中山淳とともに「チーム倉敷」としてラ・リーガ中継に携わっていた小澤一郎によれば、ソフトバンクは倉敷に対して、サービス立ち上げの意図として「スポーツ配信サービス自体での利益は求めない戦略で、あくまでソフトバンク（モバイル）の契約者の増加とキャリアの維持が目的」と説明していたという。「スポナビ」はヤフーの展開するポータルサイト「Yahoo! JAPAN」内にあるスポーツサイト「スポーツナビ」の略称。
ライブ配信に加えてアーカイブ映像（過去1週間分）やハイライト映像を配信している。当初月額情報料はソフトバンク会員（ソフトバンクブランドの通信サービス利用者）500円（税抜、以下同）と一般会員3,000円の2種類（ワイモバイル利用者は一般会員となる）だったが、2017年3月16日よりサービスを改訂しフルHD画質化すると共に、ソフトバンク会員（ソフトバンク、ワイモバイルの利用者またはYahoo!プレミアム会員）は980円、一般会員は1,480円に変更された。ただし、ソフトバンク会員で従来価格のままを継続する事が可能となるが、SD画質のままとなる。

### 注意点
Wi-Fiを用いない場合は各通信会社のデータ通信料が発生するため、定額サービスの加入が推奨されている。一般会員がソフトバンクブランドの通信サービスの利用を開始して減額を適用するには一度解約して新たにソフトバンク会員として申し込む必要がある。ソフトバンク会員がソフトバンクブランドの通信サービスを解約、S!ベーシックパックを解約、対応機種以外に機種変更、名義譲渡、お預かりサービスを利用した場合自動解約となる。

### テレビへの出力
2016年11月15日にパソコンやChromecastやApple TVを用いた視聴に対応、2017年3月30日にAmazon Fire TV、Android TVに対応した。

### サービス終了
2018年2月8日、ソフトバンクは5日後の2月13日をもって新規申し込みの受け付けを終了し、同年5月31日をもってすべてのサービスを終了することを発表した。
コンテンツのほとんどは、イギリスのスポーツ動画配信大手DAZNに移行している。また、試合映像の動画配信を前提にソフトバンクとトップパートナー契約を結んでいたジャパン・プロフェッショナル・バスケットボールリーグ (B.LEAGUE) とは連携を継続し、引き続きソフトバンクがスポナビライブと別の形でライブ配信を行うことが発表されている（B1のライブ配信は2月9日からDAZNで実施）。
なお、小澤一郎によれば、制作現場にサービス終了の方針が伝えられたのは公式発表の直前だった模様で、スポナビライブ（ソフトバンク）が2016-17シーズンから4シーズン分のラ・リーガ放映権を獲得していた状況でのソフトバンクの判断に「『権利元としての最低限の責任も放棄した』と糾弾されても致し方ない異常事態」との見解を述べている。

## 沿革
- 2016年3月17日 - ソフトバンクユーザー向けに「スポナビライブ」を提供開始[7]
- 2016年7月27日 - ソフトバンク以外のユーザーにも提供を開始[8]
- 2016年8月26日 - 11月30日まで「ライブ中継 データ通信料無料キャンペーン」を実施[9]
- 2016年11月15日 - PC・GoogleCast・Apple TVを用いた視聴に対応
- 2017年3月16日 - 料金改訂を実施、HD画質による配信を開始
- 2017年3月31日 - Android TV、Amazon Fire TV向けアプリの配信を開始
- 2018年2月8日 - 同年5月31日をもってサービスを終了することを発表[4]
- 2018年5月31日 - サービス終了

## 対応機種
| 端末                     | 対応 | 備考                                                                                                 |
| ------------------------ | ---- | --- |
| iPhone                   | ○    | iOS 8.0 以降                                                                                         |
| iPad                     | ○    | iOS 8.0 以降                                                                                         |
| スマートフォン           | ○    | Android 4.4以上。 ただしXシリーズ、Google Play非対応機種除く                                         |
| タブレット               | ○    | Android 4.4以上                                                                                      |
| ケータイ                 | ×    | |
| Windows Vista/7/8/8.1/10 | ○    | Microsoft Internet Explorer 11 以上 Microsoft Edge Google Chrome（最新版） Mozilla Firefox（最新版） |
| Mac OS X 10.10.3 以降    | ○    | Safari 9 以上 Google Chrome（最新版） Mozilla Firefox（最新版）                                      |
| Chromecast               | ○    | スポナビライブに対応する iPhone、iPad、スマートフォン、タブレット                                    |
| Apple TV（第3世代以降）  | ○    | スポナビライブに対応する iPhone、iPad                                                                |
| Amazon Fire TV           | ○    | ※阪神主催の試合は、権利の都合で視聴不可                                                              |
| Android TV               | ○    | |

※Chromecast や Apple TV を経由したパソコン画面の投影はサポートしていない
（2016年11月15日現在）

## 配信コンテンツ
| ジャンル               | 備考 |
| ---------------------- | --- |
| プロ野球               | 読売ジャイアンツと広島東洋カープ主催試合は除く 地方球場開催のオープン戦および中日ドラゴンズの一部公式戦は対象外 東京ヤクルトスワローズ主催全試合はライブ視聴のみ可能、見逃し視聴は不可。なお、「映像提供「フジテレビONE」からの映像提供の形で放送される」 阪神タイガース主催試合は約5分程度の遅れ放送 |
| MLB                    | 1試合日4試合程度のみ |
| 女子プロ野球           | 一部試合を配信 |
| プレミアリーグ         | 2016/2017シーズンリーグ戦全試合 |
| リーガ・エスパニョーラ | 2016/2017シーズンリーグ戦全試合 |
| UEFA EURO 2016         | 一部試合は配信対象外 |
| 男子プロテニス         | ATPワールドツアー・250シリーズの 15大会の準々決勝2試合、準決勝2試合、決勝1試合の計5試合 500シリーズの12大会、マスターズ1000およびファイナルズの全大会 |
| 大相撲                 | 本場所全6場所の全取組 |
| Bリーグ                | 2016/2017シーズンB.LEAGUE公式戦（B1,B2 リーグ戦及びプレーオフ) |
| アメリカズカップ       | 第7戦 ポーツマス大会、第8戦 トゥーロン大会、第9戦 福岡大会、プレーオフ、第35回アメリカスカップ本戦 |
| 格闘技                 | KNOCK OUT |
| 卓球                   | 日本卓球リーグ |

（2017年6月現在）

## ソフトバンクによる映像配信事業の取り組み
ソフトバンクはスポナビライブより以前に動画配信サービスに参入しているがいずれも撤退している。現在はNetflixと業務提携関係にある。テレビ向け中継サービスとしてはプラットフォーム提供者側として資本参加を試みていたが全て撤退し、現在は福岡ソフトバンクホークスの製作した主催試合の映像をTOKYO MXやビーエスFOXを通じて中継放送を行うコンテンツ提供者に留まる。

### パ・リーグライブTV
かつてソフトバンクグループの子会社TVバンクとGTエンターテイメントにより運営されていたPC・スマホ向けプロ野球動画配信サービス。TVバンクが動画配信のシステム運用を、GTエンターテインメントが配信コンテンツの調達や制作を主に担当していた。
元々Yahoo! JAPANがYahoo!動画（現・GYAO!）内で行っていた無料配信サービスを TVバンクが事業化し、後にパシフィックリーグマーケティングに事業譲渡され有料化したもので2年間はレベニューシェアの形でソフトバンクが携わっていた。
月額料金はパ・リーグ見放題コース月額1,480円(税込)、球団別見放題コース980円、1試合チケット390円であった。配信技術はTVバンクのP2P型動画配信技術「BBブロードキャスト」を用いていた。
- 2004年 - Yahoo!動画で西武ライオンズ主催試合の無料配信を開始。
- 2005年 - Yahoo!動画に福岡ソフトバンクホークスの無料配信が追加される。
- 2006年 - Yahoo!動画の西武ライオンズの配信が終了し北海道日本ハムファイターズの無料配信が追加される。
- 2006年9月26日 - TVバンクによりP2P型動画配信技術「BBブロードキャスト」が発表される。[11]
- 2007年 - Yahoo!動画に千葉ロッテマリーンズと東北楽天ゴールデンイーグルスの無料配信が追加される。楽天の無料配信サービスイーグルスTVも開始。
- 2008年1月24日 - GTEがパリーグ6球団のインターネット配信権（公衆送信権）とGAORAと契約が残っているファイターズを除く5球団のCS配信権を取得。[12]
- 2008年 - Yahoo!動画に西武ライオンズとオリックス・バファローズの無料配信が追加される。
- 2009年4月3日 - TVバンクによりYahoo！動画でパリーグ公式戦360試合、交流戦72試合、クライマックスシリーズの無料配信。[13]
- 2010年3月20日 - 無料配信が終了し、GTEとPLMにより有料配信サービスパ・リーグ ライブTV開始。[14]
- 2012年3月1日 - TVバンクらによる委託配信が終了し、PLMの運営による「パ・リーグTV」開始。[15]

スポナビライブ終了後、ソフトバンクは新たに「パ・リーグLIVE（現ベースボールLIVE）」を立ち上げ、パ・リーグ主催全試合中継を行っている。

### SoftBank SmartTV
HDMI端子搭載テレビにスティック型端末を挿すだけで「TSUTAYA TV」「UULA」「GyaO!」「BBTV NEXT」が視聴できる配信サービス。月額490円。アイ・オー・データ製端末が無料で手に入るが2年以内に解約すると契約解除料4,750円が発生した。
- 2013年2月21日 - 「SoftBank SmartTV」を提供開始[17]
- 2016年3月31日 - 「SoftBank SmartTV」サービス終了[18]

### UULA
エイベックス・デジタル60%ソフトバンク40%の合弁で株式会社UULAを設立し、翌年から音楽・映像定額配信サービス「UULA」を月額467円(税抜)で提供している。2016年合弁関係を解消しエイベックス・デジタル完全子会社となった。「UULA」事業自体は継続中。
- 2012年10月5日 - 株式会社UULAを設立[19]
- 2013年2月14日 - 音楽・映像定額配信サービス「UULA」を提供開始[20]
- 2016年3月31日 - 「UULA」の合弁を解消[21]

### BBTV NEXT
TVバンクが運営するSoftBank SmartTVを利用したTV向け映像配信サービス。2013年サービス終了したビー・ビー・ケーブルの運営していたBBTVをベースとしている。
2013年SoftBank SmartTVの基本料金のみで7chが視聴でき、月額980円(税抜)で20ch視聴できる「ベーシックチャンネルパックミニ」、月額2,625円で全50ch視れる「ベーシックチャンネルパック」が用意され、
2014年のリニューアルでは無料は5ch、「ベーシックチャンネルパックミニ」は18ch、「ベーシックチャンネルパック」は28chに減らされ1,980円に値下げされた。
2015年には「単チャンネルサービス」(400円～1,200円)、月額1,980円で25ch視聴できる「まんぞくパック」の構成となったが、
2016年6月30日をもってサービスを終了している。
- 2013年2月21日 - 「BBTV NEXT」をプレオープン開始
- 2013年7月1日 - 「BBTV NEXT」を本格的に提供開始[24]
- 2014年7月1日 - リニューアルでch構成を変更
- 2015年4月23日 - 「単チャンネルサービス」と「まんぞくパック」開始
- 2016年6月30日 - 「BBTV NEXT」サービス提供終了[25]

### Netflix
Netflixと業務提携。ネットフリックスの店頭取次ぎを開始するとともにUULAの店頭取次ぎを終了。
- 2015年9月2日 - ソフトバンクとNetflixが提携[27]

### 地上波放送
1996年6月20日ニューズ・コープと共同でテレビ朝日の筆頭株主である旺文社メディア（議決権21.4%）を417億で買収しテレビ朝日への資本参加を試みたが頓挫している。
2005年3月24日ライブドアによるニッポン放送買収のホワイトナイトとしてソフトバンクインベストメントがフジテレビの14.67％の筆頭株主となるが、 6月30日をもって返却している。
2005年1月28日ソフトバンクがダイエーより福岡ダイエーホークスを買収した事を契機とし、プロ野球球団親会社としてプロ野球中継映像を製作し放映権を売却するだけでなく、2007年より東京メトロポリタンテレビジョン（TOKYO MX）において「パ・リーグ応援宣言!ホークス中継」として試合映像を無料放送している。この放送はソフトバンクが放送枠を買い取っていると言われることが多いが、公式には否定されている。

### 衛星一般放送
かつてはニューズ社と共同でJスカイBを設立し、日本デジタル放送サービスと経営統合した経緯があり2002年まではスカパー!の大株主であった。
プロ野球中継映像の関わりとしては1999年から2005年まで伊藤忠商事系列のスポーツ・アイ ESPNにて「ドラマティック プロ野球・パ!」として放映されてきたが、2005年11月1日スポーツ・アイ ESPNとジェイ・スポーツ・ブロードキャスティングが合併したことで2006年から2011年まで「J SPORTS STADIUM（西暦） 野球好き」として放映された。（この頃のJ SPORTSはソフトバンクのSKY sportsの流れを汲んでおり、2009年に売却されるまでソフトバンク系ブロードメディアが10.69％の大株主であった）
2012年からは日本テレビ放送網系列のシーエス日本が放映権を獲得すると「日テレプラス プロ野球中継 HAWKS Perfect Live」として放映された。 2013年からはFOXスポーツ&エンターテイメントにて「HAWKS BASEBALL PARK」として放送されている。2013年と2014年シーズンはFOXインターナショナル・チャンネルズと合弁子会社FOX SPORTS ジャパンを設立し映像配信供給と放映権管理も行っていた。